# Nalong
Nalong (kinesiska: 那龙) är en köping i sydöstra Kina. Den ligger i stadsdistriktet Yangdong i staden Yangjiang i provinsen Guangdong, omkring 160 kilometer sydväst om provinshuvudstaden Guangzhou. Antalet invånare är 29 615. Befolkningen består av 9 973 kvinnor och 19 642 män. Barn under 15 år utgör 11,0 %, vuxna 15-64 år 79 %, och äldre över 65 år 8,0 %.